# Lijst van voetbalinterlands Fiji - Nieuw-Caledonië
Deze lijst van voetbalinterlands is een overzicht van alle officiële voetbalwedstrijden tussen de nationale teams van Fiji en Nieuw-Caledonië. De landen hebben tot op heden twaalf keer tegen elkaar gespeeld. De eerste ontmoeting, een kwalificatiewedstrijd voor het Wereldkampioenschap voetbal 2010, werd gespeeld in Apia (Samoa) op 3 september 2007. Het laatste duel, een kwalificatiewedstrijd voor het Wereldkampioenschap voetbal 2026, vond plaats op 17 november 2024 in Port Moresby (Papoea-Nieuw-Guinea).

## Wedstrijden
| №  | Plaats       | Datum             | Competitie             | Wedstrijd              | Uitslag |
| -- | ------------ | ----------------- | ---------------------- | ---------------------- | ------- |
| 1  | Apia         | 3 september 2007  | WK 2010 kwalificatie   | Nieuw-Caledonië – Fiji | 1 – 1   |
| 2  | Apia         | 7 september 2007  | WK 2010 kwalificatie   | Nieuw-Caledonië – Fiji | 1 – 0   |
| 3  | Ba           | 17 november 2007  | WK 2010 kwalificatie   | Fiji – Nieuw-Caledonië | 3 – 3   |
| 4  | Nouméa       | 21 november 2007  | WK 2010 kwalificatie   | Nieuw-Caledonië – Fiji | 4 – 0   |
| 5  | Lautoka      | 7 juni 2017       | WK 2018 kwalificatie   | Fiji − Nieuw-Caledonië | 2 − 2   |
| 6  | Nouméa       | 11 juni 2017      | WK 2018 kwalificatie   | Nieuw-Caledonië − Fiji | 2 − 1   |
| 7  | Port Vila    | 14 december 2017  | Vriendschappelijk      | Fiji − Nieuw-Caledonië | 4 − 1   |
| 8  | Suva         | 18 maart 2019     | Vriendschappelijk      | Fiji − Nieuw-Caledonië | 3 − 0   |
| 9  | Apia         | 12 juli 2019      | Pacifische Spelen 2019 | Nieuw-Caledonië − Fiji | 1 − 0   |
| 10 | Doha         | 18 maart 2022     | WK 2022 kwalificatie   | Nieuw-Caledonië − Fiji | 1 − 2   |
| 11 | Luganville   | 17 september 2022 | Melanesië Cup 2022     | Fiji − Nieuw-Caledonië | 1 − 0   |
| 12 | Port Moresby | 17 november 2024  | WK 2026 kwalificatie   | Fiji − Nieuw-Caledonië | 1 − 1   |

## Samenvatting
| Competitie        | Totaal gespeeld | Winst Fiji | Gelijk | Winst Nw.-Caledonië | Doelsaldo Fiji – Nw.-Caledonië |
| ----------------- | --------------- | ---------- | ------ | ------------------- | ------------------------------ |
| WK-kwalificatie   | 8               | 1          | 4      | 3                   | 10 − 15                        |
| Melanesië Cup     | 1               | 1          | 0      | 0                   | 1 − 0                          |
| Pacifische Spelen | 1               | 0          | 0      | 1                   | 0 − 1                          |
| Vriendschappelijk | 2               | 2          | 0      | 0                   | 7 − 1                          |
| Totaal            | 12              | 4          | 4      | 4                   | 18 − 17                        |

FFA · A-internationals · Fijisch vrouwenelftal
1950 – 1959 · 
1960 – 1969 · 
1970 – 1979 · 
1980 – 1989 · 
1990 – 1999 · 
2000 – 2009 · 
2010 – 2019 ·
2020 − 2029
Amerikaans-Samoa ·
Australië ·
China ·
Cookeilanden ·
Estland ·
Filipijnen ·
Hongkong ·
India ·
Indonesië ·
Maleisië ·
Mauritius ·
Mexico ·
Nieuw-Caledonië ·
Nieuw-Zeeland ·
Papoea-Nieuw-Guinea ·
Salomonseilanden ·
Samoa ·
Singapore ·
Tahiti ·
Taiwan ·
Tonga ·
Vanuatu
FCF · A-internationals ·
Nieuw-Caledonisch vrouwenelftal
2000 – 2009 ·
2010 – 2019 ·
2020 − 2029
Amerikaans-Samoa ·
Australië ·
Bulgarije ·
Cookeilanden ·
Estland ·
Fiji ·
Guadeloupe ·
Guam ·
Martinique ·
Mauritius ·
Nieuw-Zeeland ·
Papoea-Nieuw-Guinea ·
Salomonseilanden ·
Samoa ·
Tahiti ·
Tonga ·
Vanuatu ·